# Estadio Ammochostos
El Estadio Ammochostos, propiedad del Nea Salamina Famagusta de Fútbol en Lárnaca, tiene una capacidad de 5000 asientos y se utiliza principalmente para el fútbol. Las oficinas del club están en la misma área.
El estadio lleva el nombre de la ciudad de Famagusta (en griego: Αμμόχωστος; Ammochostos), la casa original del Nea Salamina antes de la ocupación turca, y fue construido en 1991 cerca de los campamentos de refugiados. La decisión de construir el estadio se tomó en 1989; la construcción comenzó en diciembre de ese año, y gracias a los partidarios del club en Chipre y en el extranjero, la Organización Deportiva de Chipre y el trabajo voluntario, el estadio se terminó a tiempo. El primer juego del Nea Salamina Famagusta en el nuevo estadio se jugó el sábado 12 de octubre de 1991, contra el Evagoras Paphos. El Nea Salamina ganó 4–1. El estadio fue sede de la final del Campeonato Europeo Sub-16 de la UEFA 1992 el 17 de mayo de 1992 entre Alemania y España, que Alemania ganó 2-1.